# Henry Fine

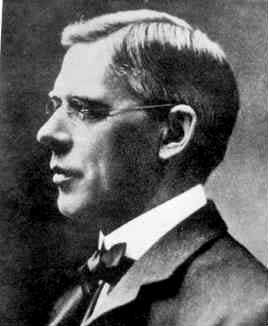
Henry Burchard Fine, undatiert

Henry Burchard Fine (* 14. September 1858 in Chambersburg, Pennsylvania; † 22. Dezember 1928 in Princeton, New Jersey) war ein US-amerikanischer Mathematiker und Wissenschaftsorganisator. Er spielte eine wesentliche Rolle in der Transformation der Princeton University vom College zur international anerkannten Hochschule.

## Leben und Wirken
Fine war der Sohn eines presbyterianischen Pfarrers, der nach dem frühen Tod seines Vaters ab 1875 in Princeton aufwuchs, wo Fine 1880 das College of New Jersey (Vorläufer der Princeton University) abschloss. Dort tat er sich in klassischen Sprachen und Mathematik, die er bei George Halstead hörte, hervor und befreundete sich mit dem späteren Präsidenten Woodrow Wilson (ab 1890 als Jura-Professor sein Kollege in Princeton), den er als Herausgeber der College-Zeitschrift Princetonian ablöste. Er war danach zunächst Tutor für Mathematik und ging dann an die Universität Leipzig zu Felix Klein, wo er 1885 promovierte. 1885 war er Assistant Professor und 1889 Professor in Princeton. 1898 wurde er Dod Professor für Mathematik, 1903 (als Wilson Präsident der Universität wurde) Dekan (Dean) der Universität und 1904 Vorsitzender der Mathematischen Fakultät (die damals gerade eingeführt wurde). 1909 wurde er Dekan des Department of Science.
Durch Beziehungen zu europäischen Universitäten (unter anderem Joseph John Thomson in Cambridge) und ein gutes Auge für neue aufstrebende Talente holte er Physiker wie James Jeans, Owen Willans Richardson, Henry Norris Russell und Mathematiker wie Luther Eisenhart,  Robert Lee Moore, Oswald Veblen, Gilbert Ames Bliss, Joseph Wedderburn, George Birkhoff nach Princeton.
Fine schrieb weit verbreitete College-Lehrbücher (über Algebra 1905 und Analysis 1927).
Fine bekam von seinem Freund Wilson, nachdem dieser Präsident wurde, auch das Angebot hoher Staatsämter, wie die des Botschafters in Deutschland, er lehnte aber ab. Auch Angebote, Präsident der Johns Hopkins University und des Massachusetts Institute of Technology zu werden, lehnte er ab. Fine war Mitgründer der American Mathematical Society und 1911/1912 ihr Präsident. Seit 1897 war er Mitglied der American Philosophical Society.
In Princeton ist die 1930 gebaute Fine Hall (das frühere Mathematikgebäude, heute Jones Hall, das 1968 gebaute Nachfolgergebäude für Mathematik heißt auch Fine Hall) nach ihm benannt und ein Mathematik-Lehrstuhl (Henry B. Fine Professor), beides gesponsert durch einen reichen ehemaligen Studenten von Princeton, Thomas D. Jones.
Sein Bruder John B. Fine war Direktor der Princeton Preparatory School, und seine Schwester May Margaret Fine gründete eine eigene Schule (Miss Fine’s School).

## Schriften
- The Number-System of Algebra treated Theoretically and Historically. Leach Shewell and Sanborn, Boston New York 1891 (im Internet-Archiv: , Neuauflage 1903, 1907, 1937).
- A College Algebra. Ginn and Company, 1905 (im Internet-Archiv: , ).
- mit Henry Dallas Thompson: Coordinate Geometry. The Macmillan company, New York 1909 (bei der Universität Michigan: ; im Internet-Archiv: , ).
- Calculus. The Macmillan company, 1927.